# 老图卢兹博物馆
老图卢兹博物馆（Musée du Vieux-Toulouse）展示了图卢兹市从古代到20世纪的历史。这座博物馆成立于1907年。自1948年以来，一直设于历史中心杜梅街（rue du May）7号的杜梅府（hôtel Dumay）。它是图卢兹图卢兹人协会和老图卢兹之友的财产。

## 建筑
杜梅府建于16世纪末，以建造它的著名医生安托万•杜梅（Antoine Dumay）命名。1948年，杜梅府归西蒙•杜兰德博士（Siméon Durand）所有。这位军医梦想着把他的家变成一个地方历史博物馆。因此，他将自己的住宅捐赠给图卢兹人协会，条件是该协会将其总部和博物馆从圣让街迁移到这里。图卢兹人协会于1955年向公众开放了几间展室，馆长皮埃尔•萨利斯将博物馆改名为老图卢兹博物馆（Muse du Vieux Toulouse）。    

庭院和西立面
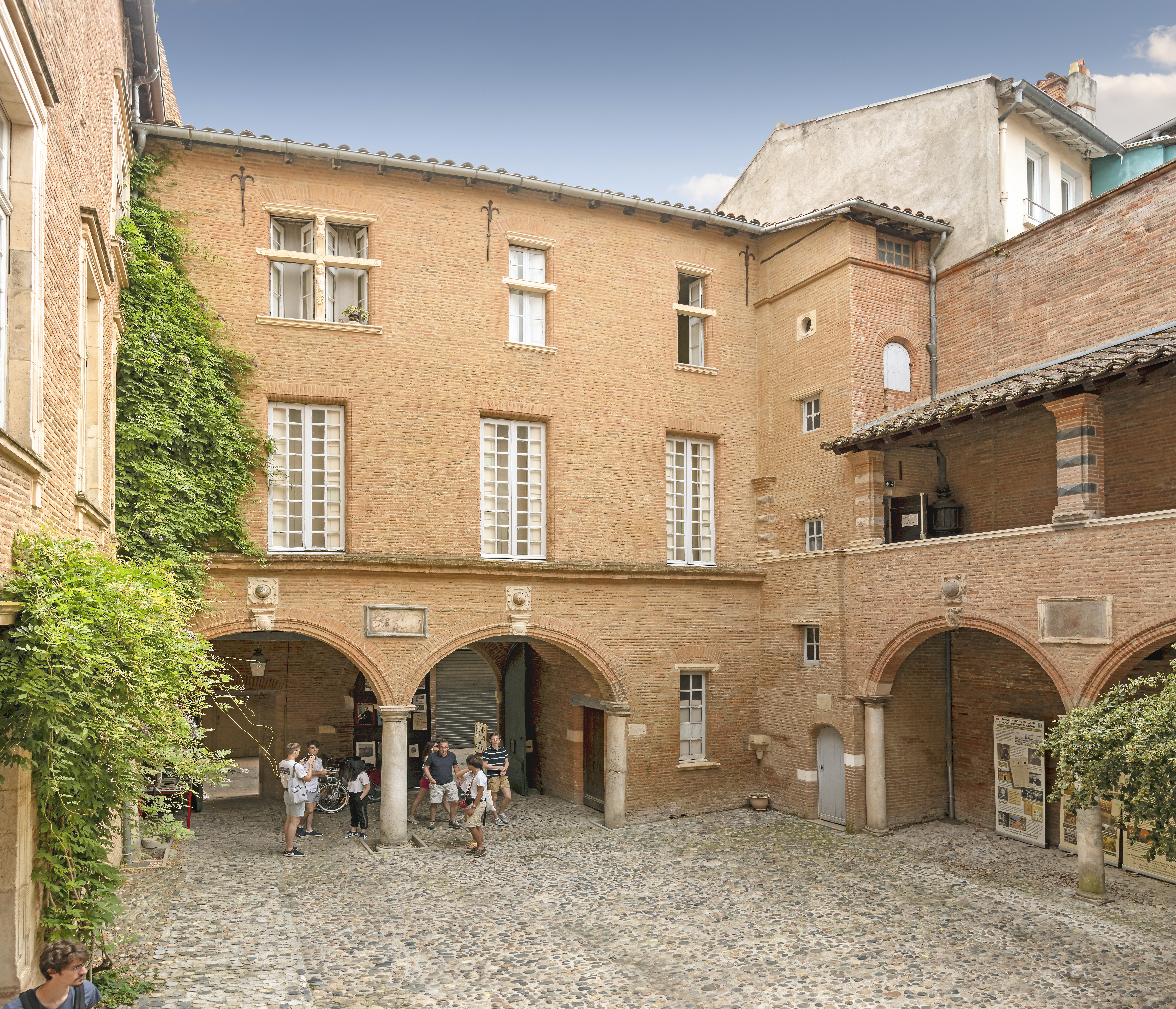
庭院和北立面

## 收藏

### 当地历史

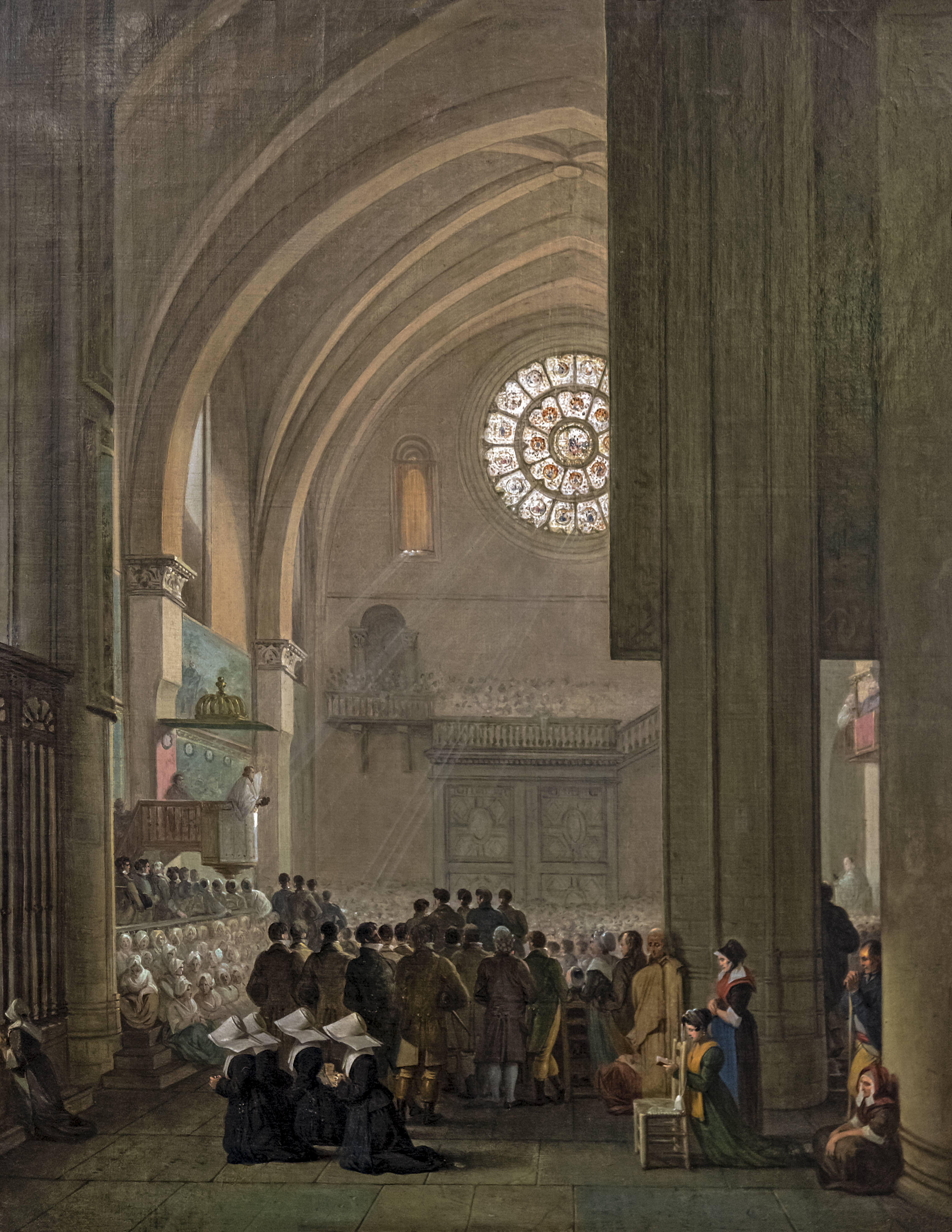
约瑟夫•罗克斯：“1819年在圣斯德望主教座堂传道”（1819年）
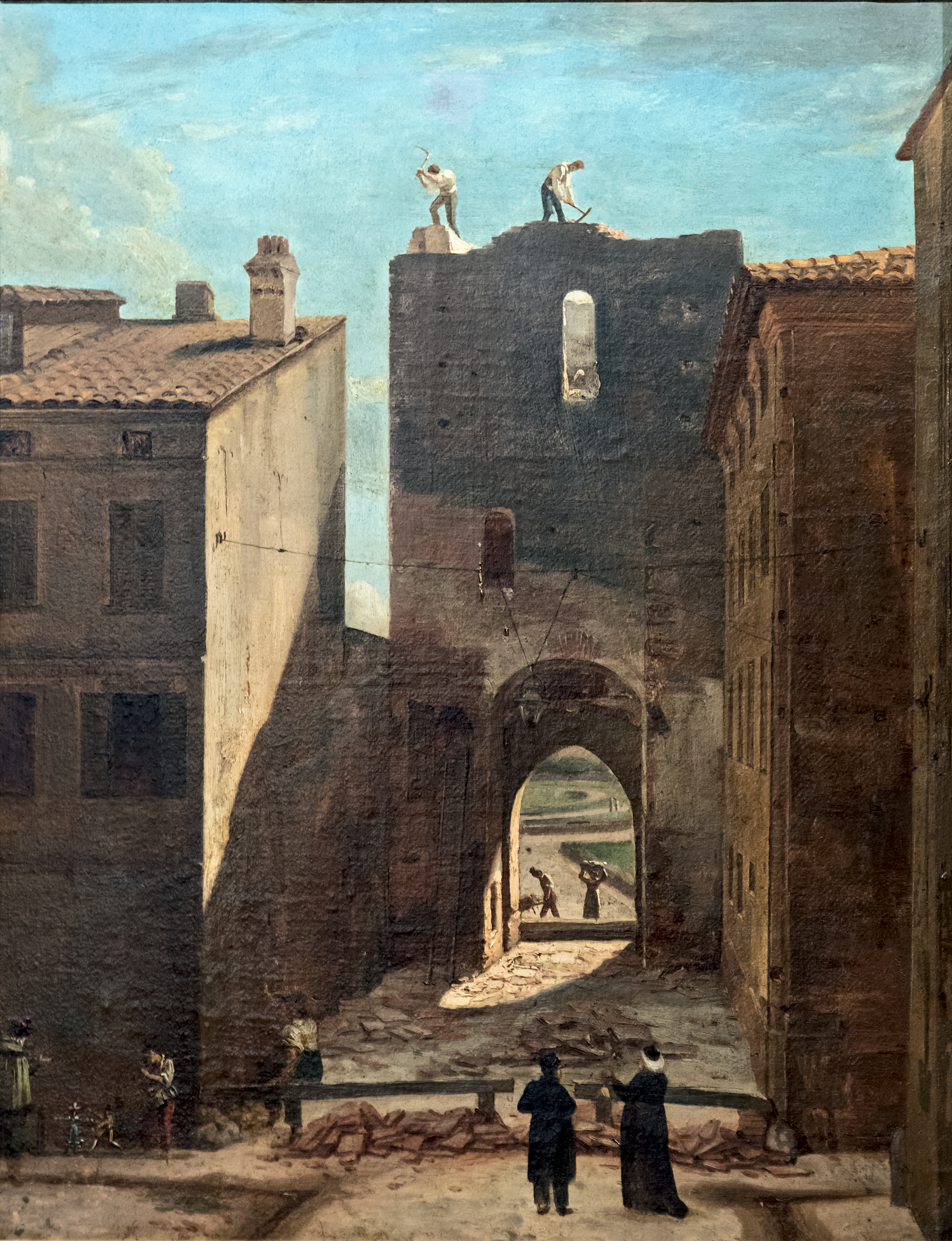
费利克斯•索林：“拆除蒙特利厄门”（1826年）
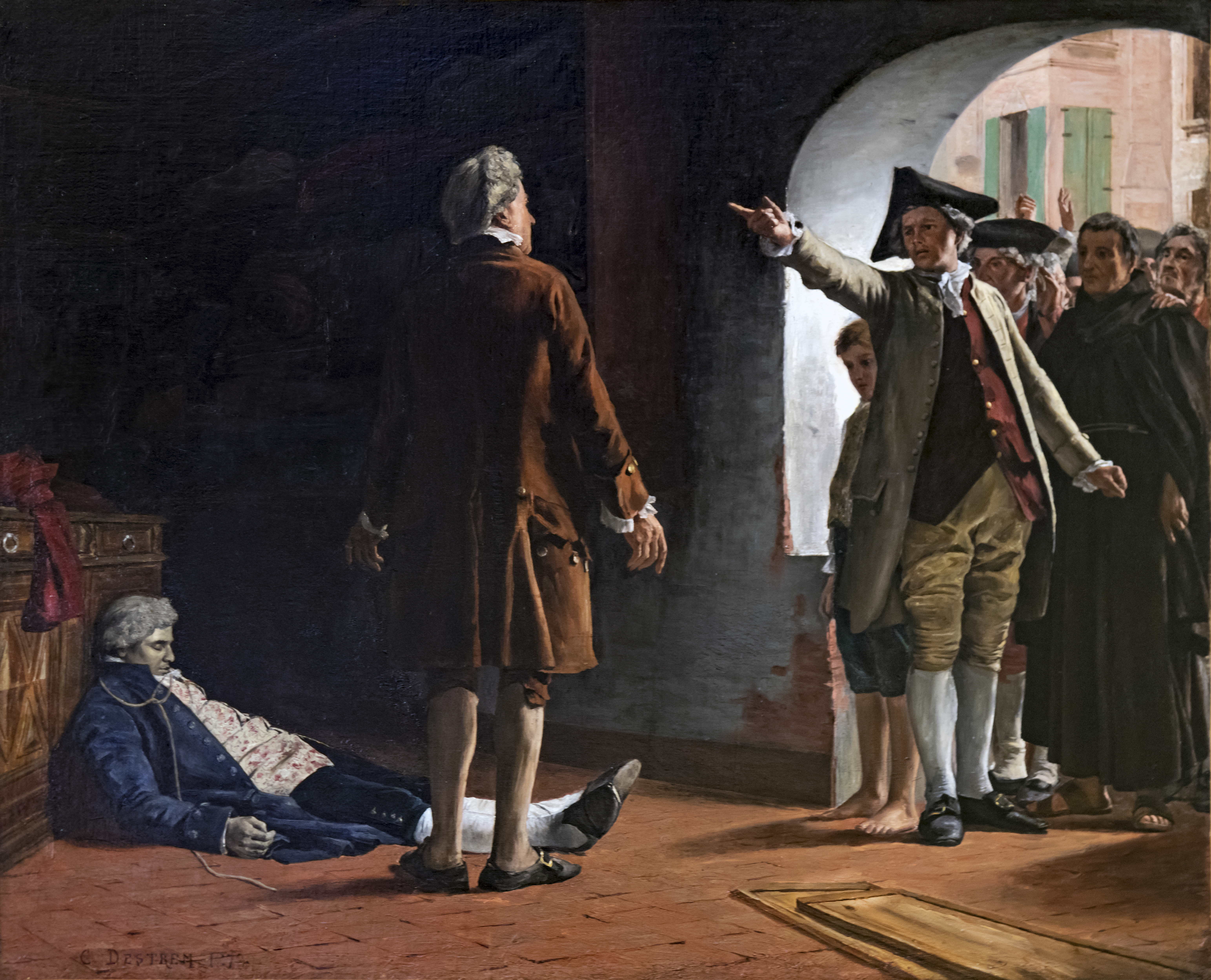
卡西米尔•德斯特姆：“逮捕卡拉斯”（1879年）
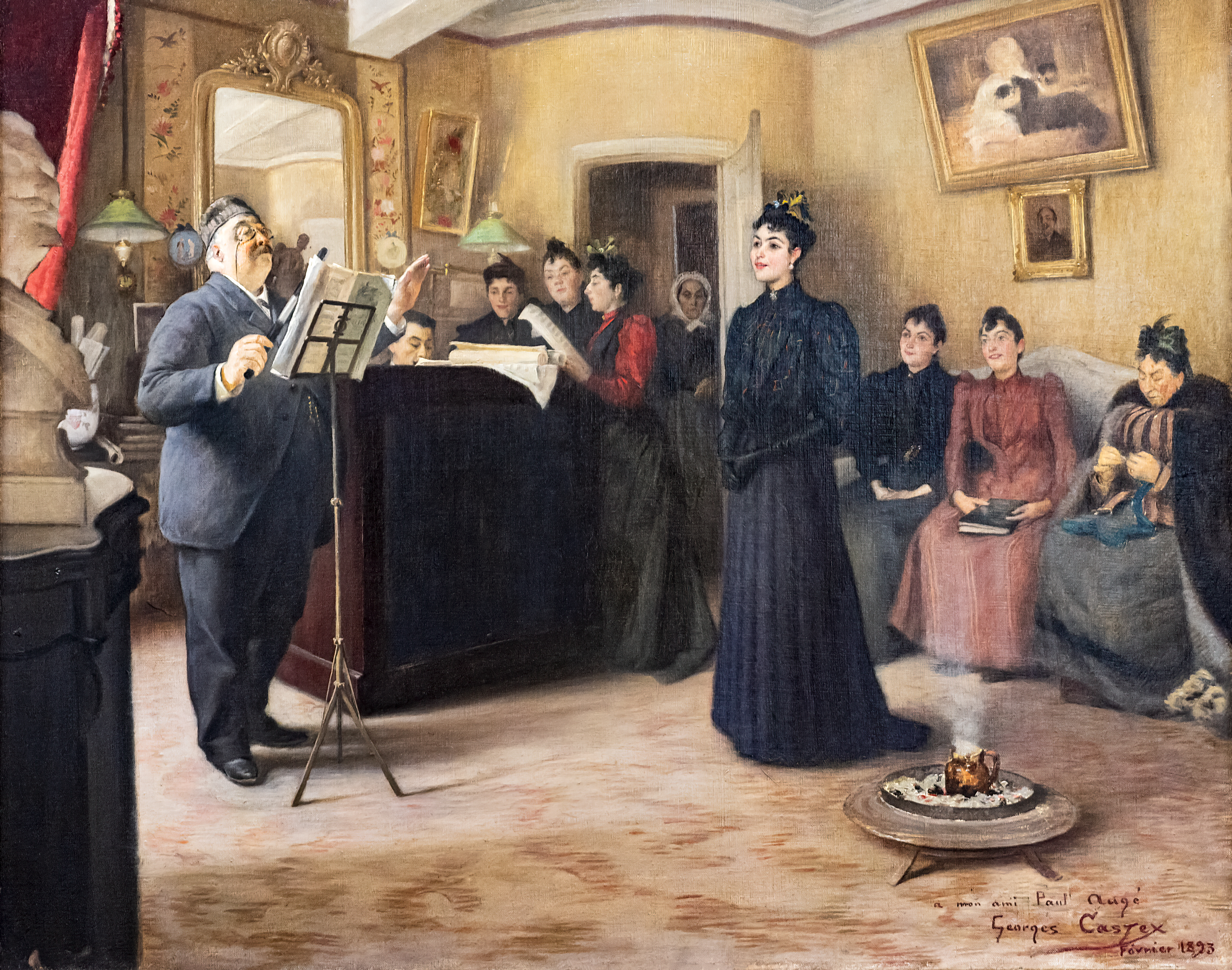
乔治•卡斯特克斯：“歌唱课”，1893年
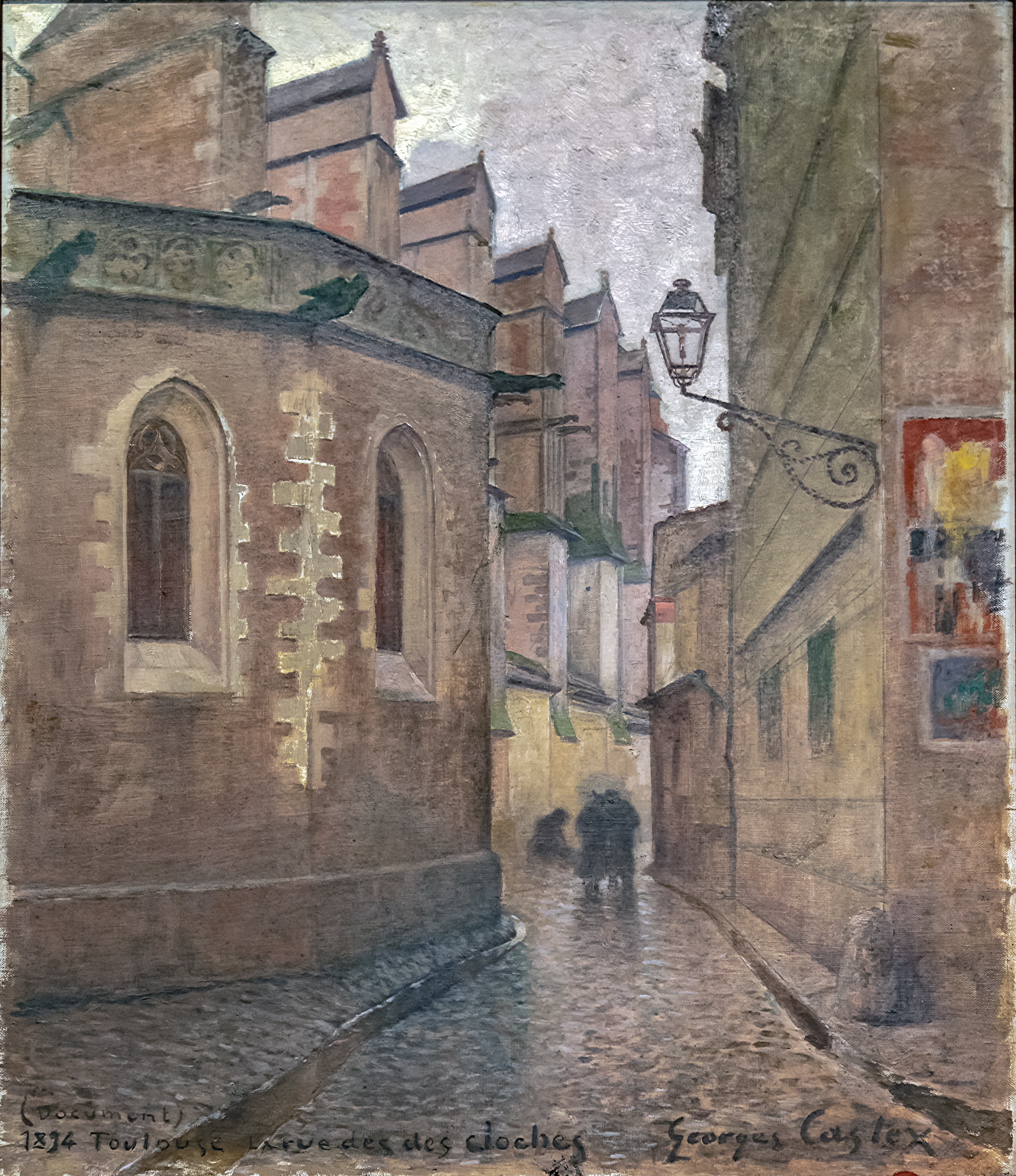
乔治•卡斯特克斯：《钟声街》，1894年
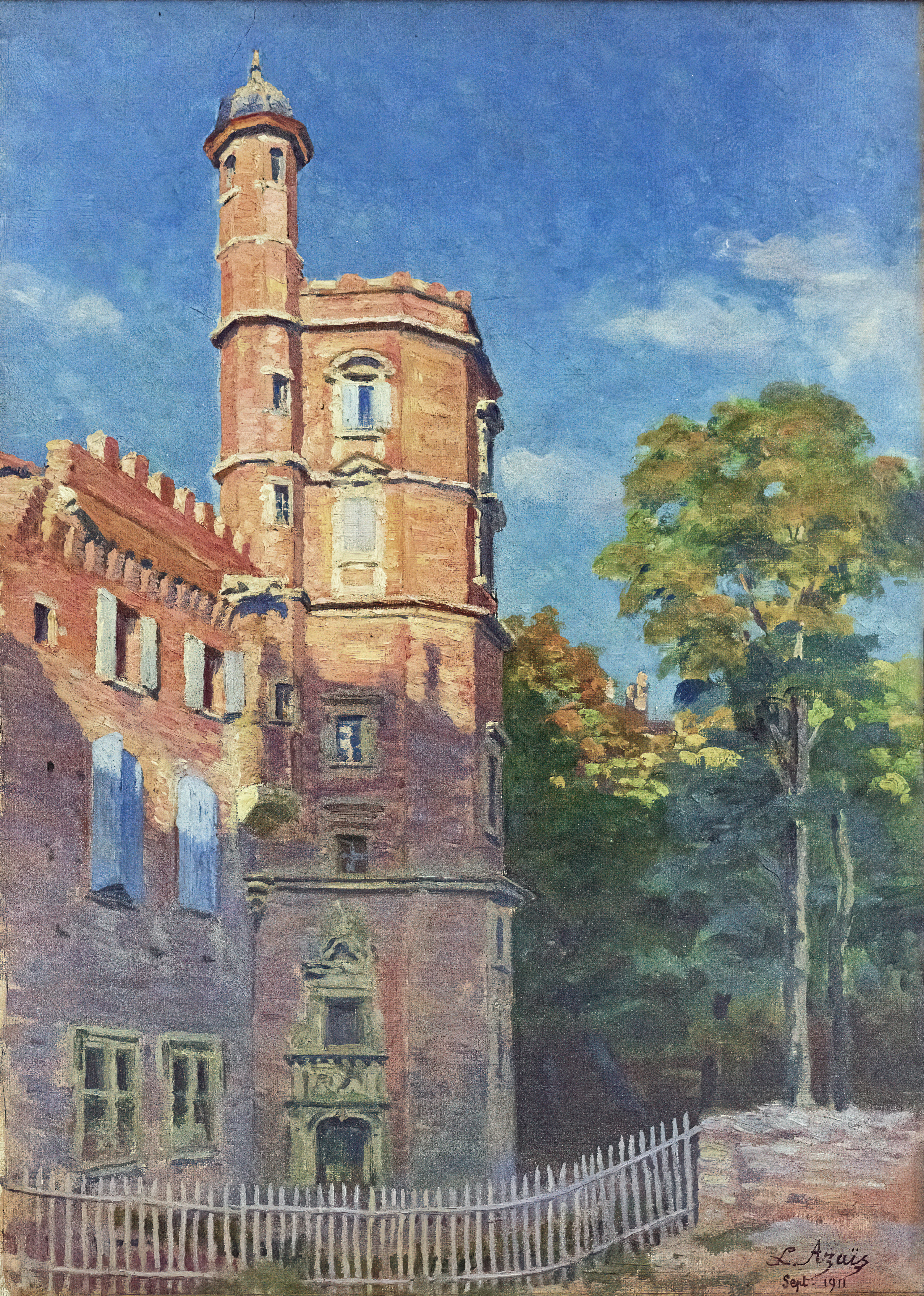
路易斯·阿扎伊斯：“图诺之塔”（1911年）
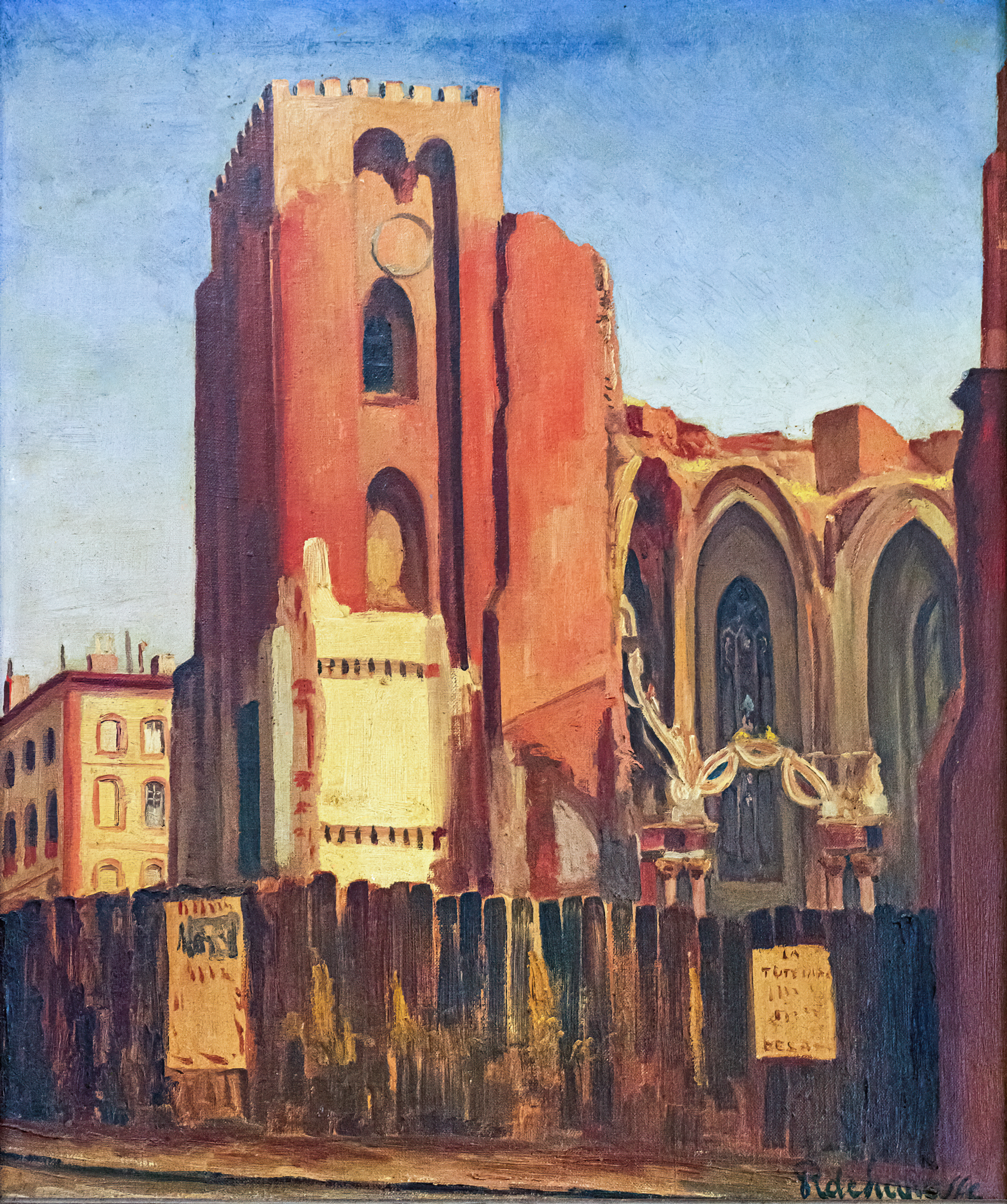
罗杰·德拉帕斯：“达尔巴德圣母院废墟”（1926年）

### 宗教绘画

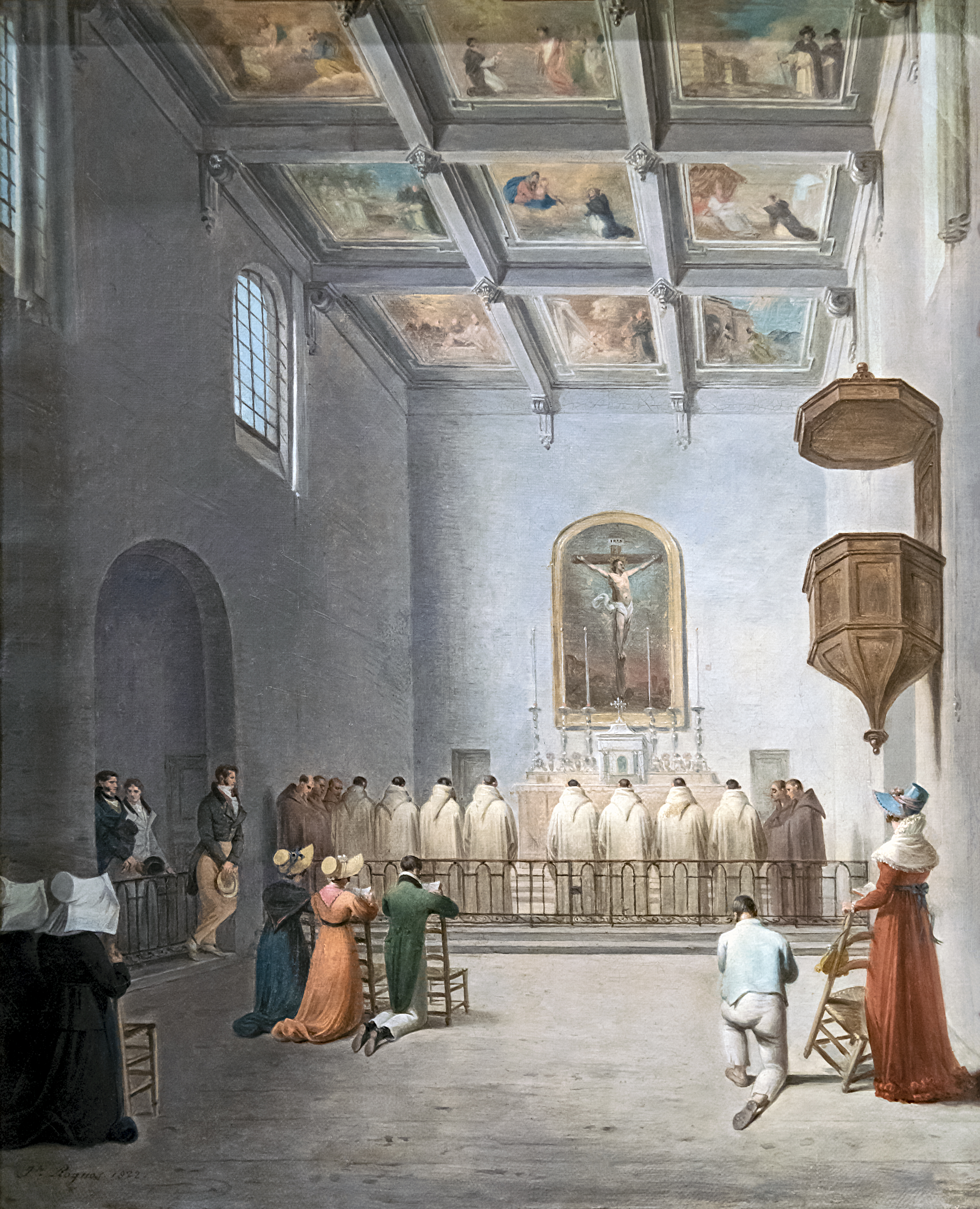
约瑟夫•罗克斯（Joseph Roques）：“宗教裁判所小堂内部”，1822年
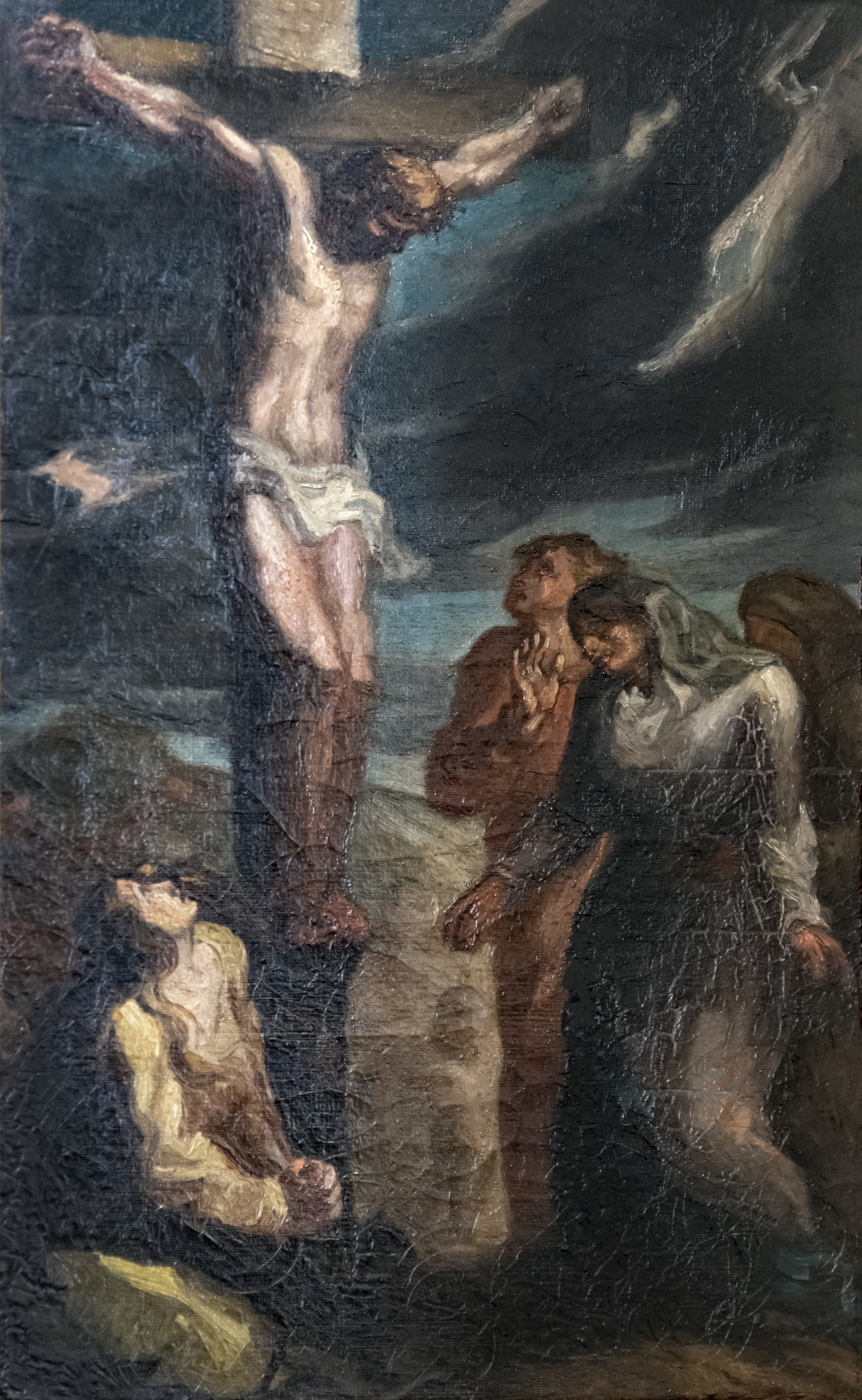
Louis de Planet：“十字架上的基督”（约1840年）

### 雕塑

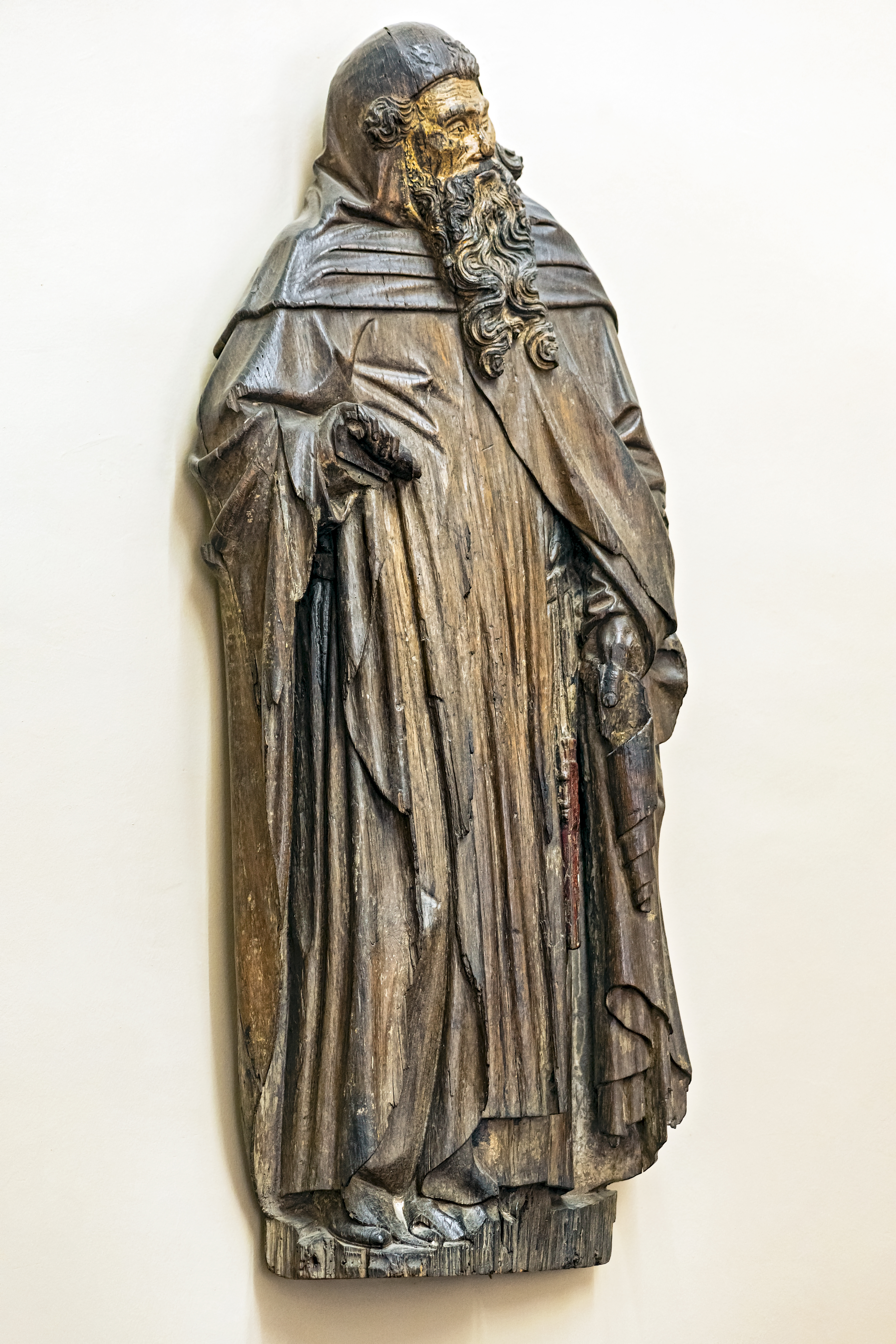
手拿经文匣的先知（15世纪）
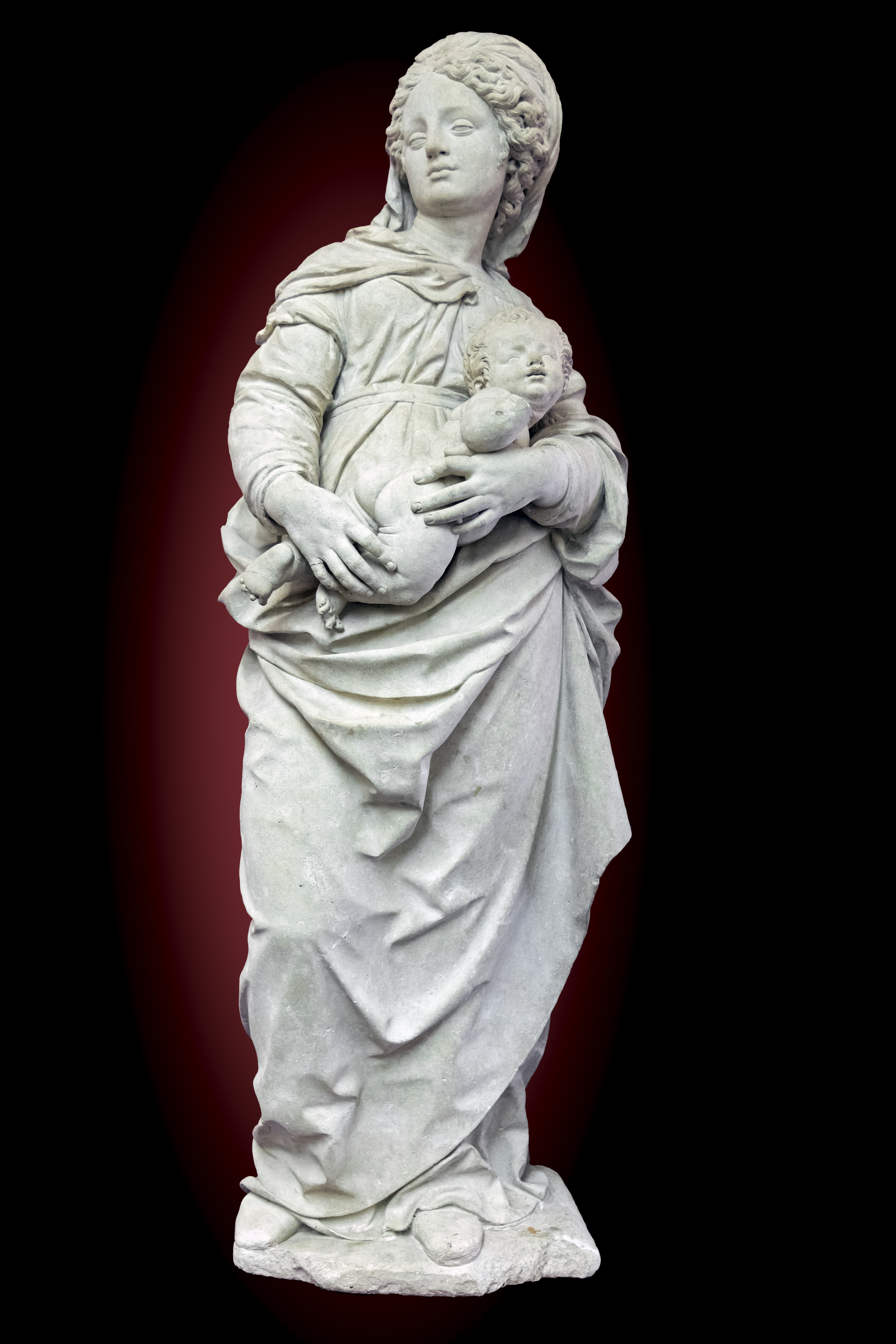
亚瑟•勒古斯特：“圣母子”（约 1625年）
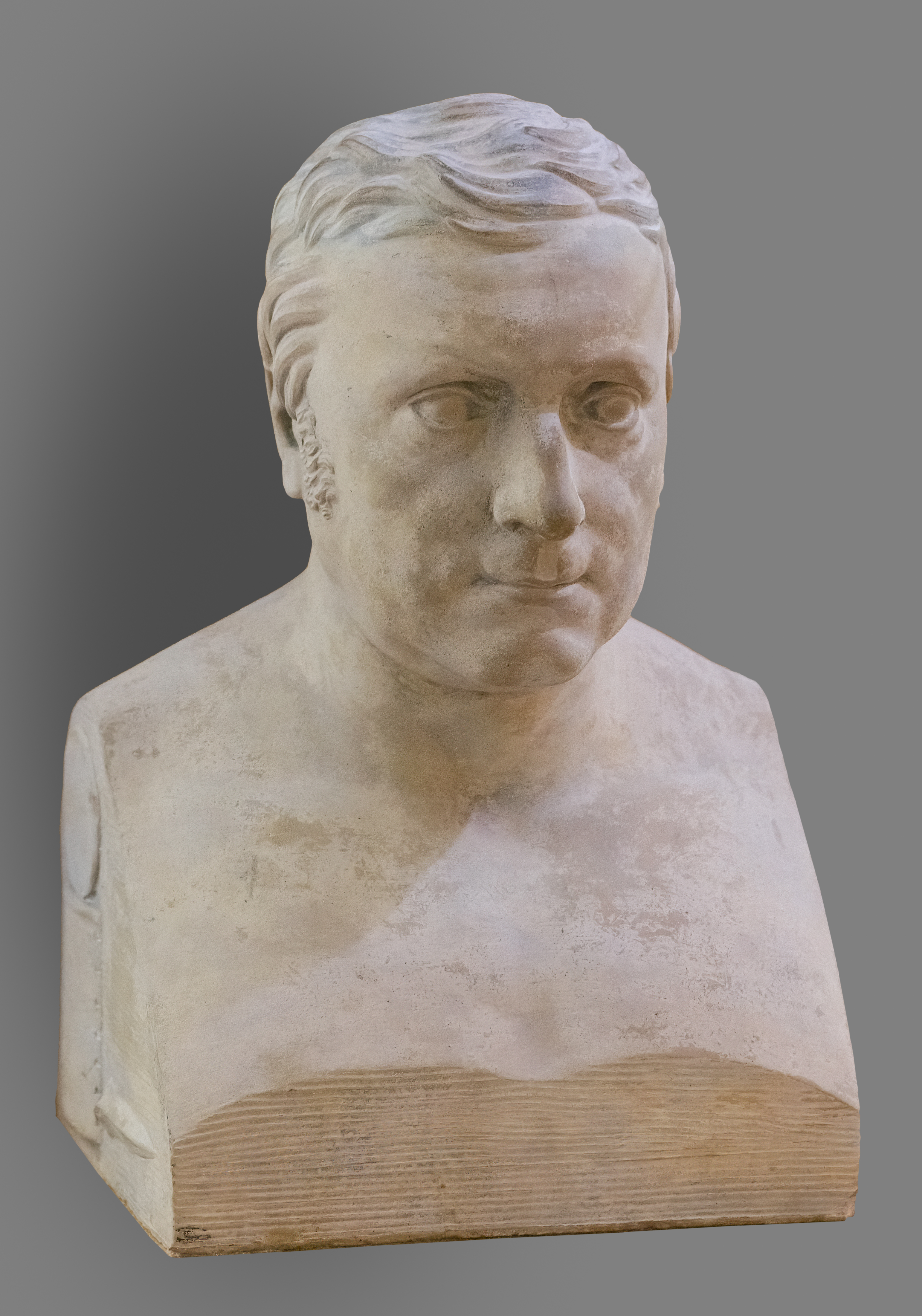
伯纳德•格里福•多瓦尔：“约瑟夫•雅克•福克半身像”（约1820年）
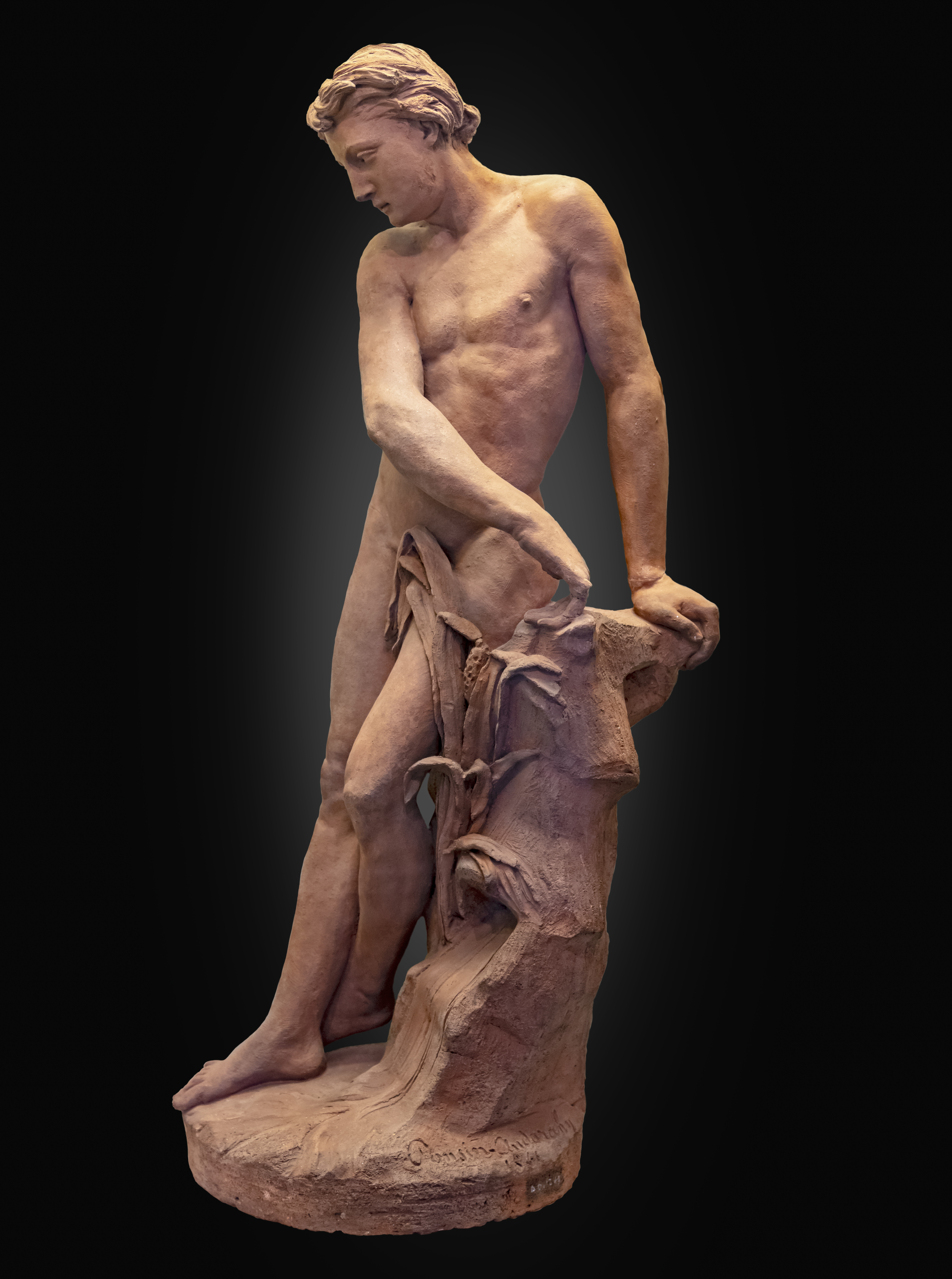
查理•庞辛•安达拉希：“岩石上的裸体男人”（1861年）
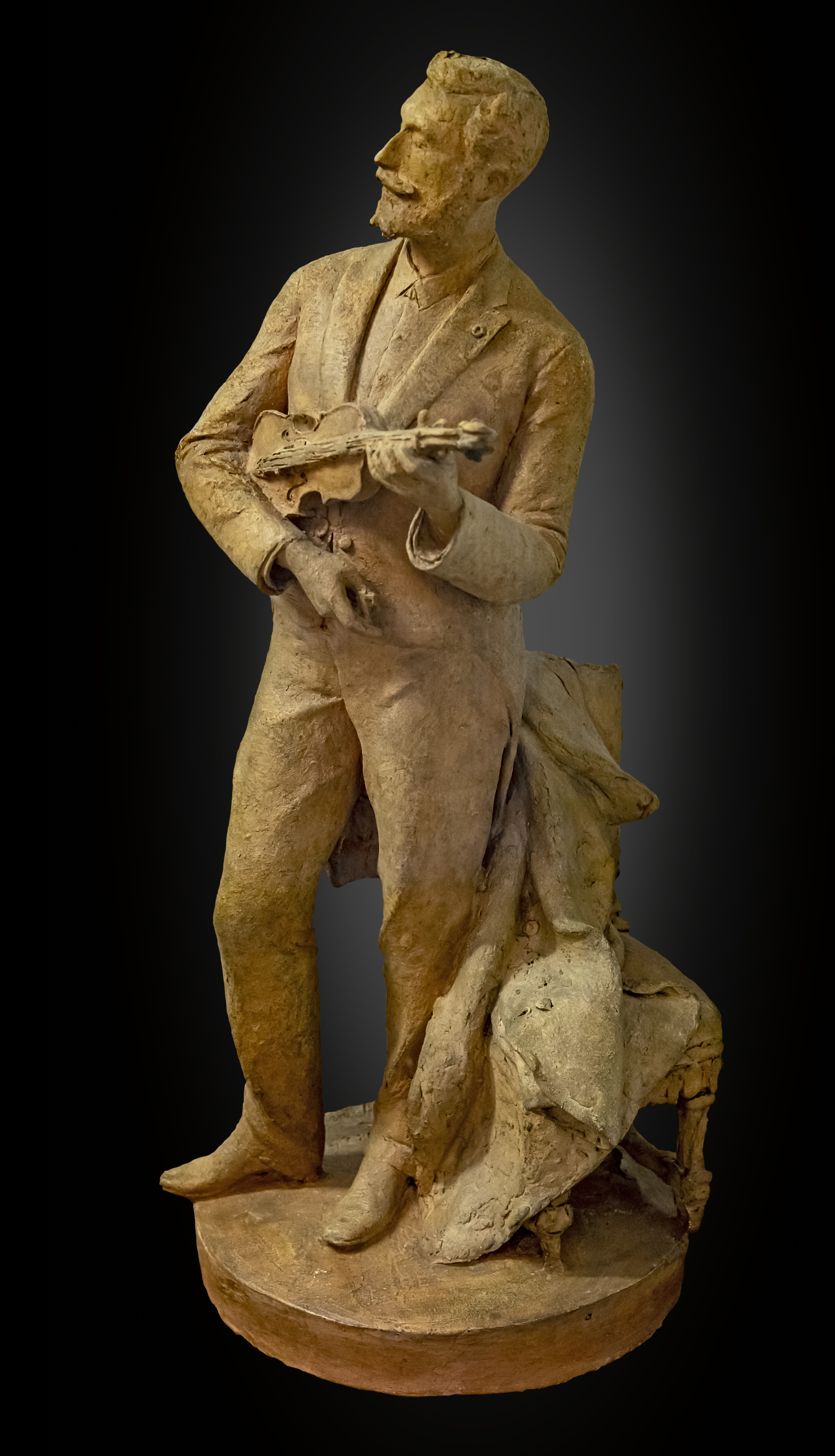
亚历山大•拉波特：“小提琴家皮埃尔•伯贝特”，约1897年
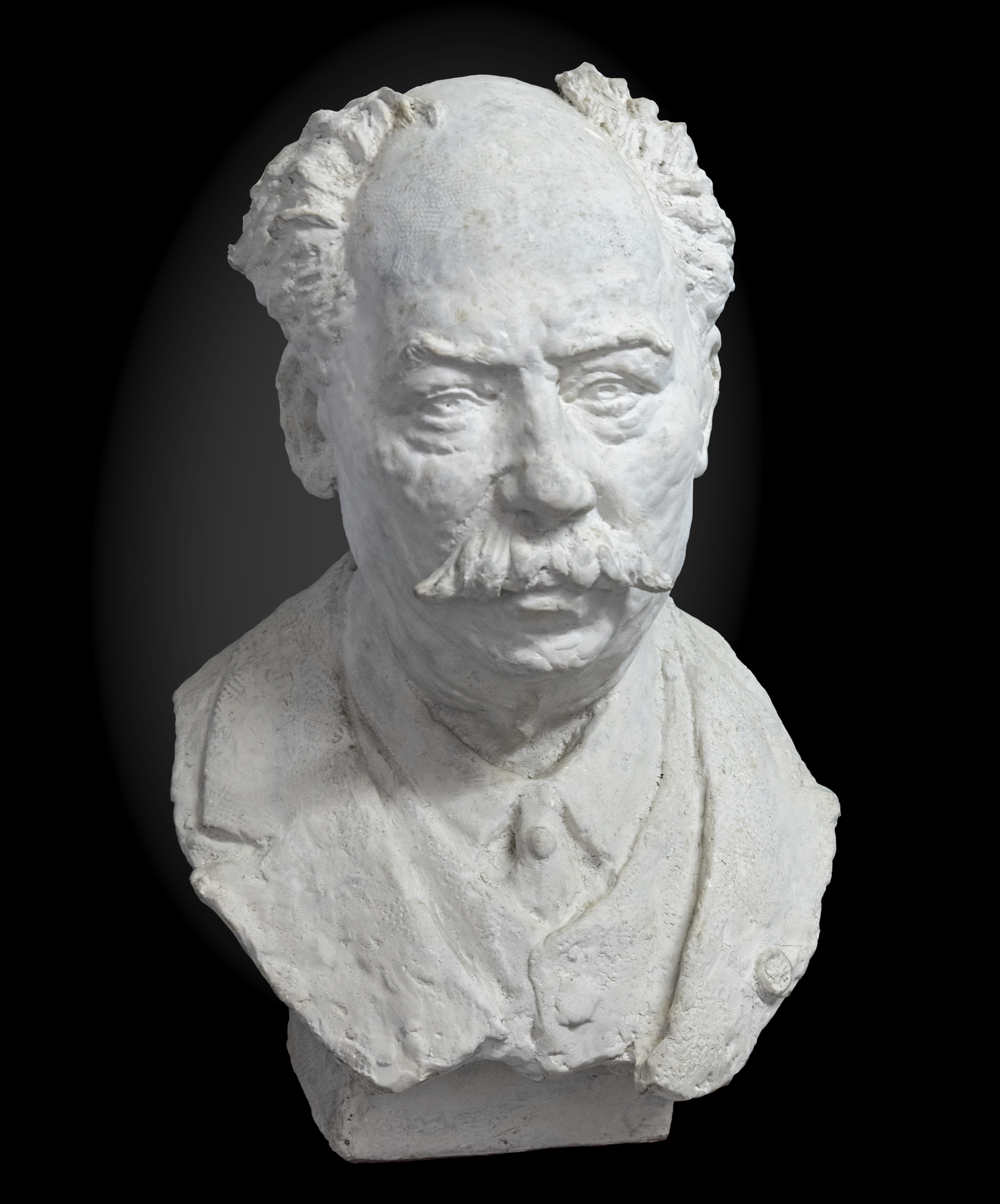
E. 卢皮斯：“指挥官马吕斯•卡泽纽夫”，1911年，石膏半身像

43°36′N 1°26′E / 43.6°N 1.44°E